# Okręg wyborczy Christchurch
Okręg wyborczy Christchurch powstał w 1571 r. i wysyłał do angielskiej, a następnie brytyjskiej, Izby Gmin dwóch deputowanych. W 1832 r. liczbę mandatów przypadających na okręg zmniejszono do jednego. Okręg zlikwidowano w 1918 r., ale przywrócono ponownie w 1983 r. Okręg obejmuje miasto Christchurch w hrabstwie Dorset.

## Deputowani do brytyjskiej Izby Gmin z okręgu Christchurch

### Deputowani w latach 1571–1660
- 1588–1589: Sampson Lennard
- 1597–1601: Simon Willis
- 1604–1611: Richard Martin
- 1604–1611: Nicholas Hyde
- 1621–1622: George Hastings
- 1621–1622: Nathaniel Tomkins
- 1640–1642: Henry Tulse
- 1640–1643: Matthew Davis
- 1645–1653: Richard Edwards
- 1645–1648: John Kemp
- 1659: John Bulkeley
- 1659: Henry Tulse

### Deputowani w latach 1660–1832
- 1660–1661: John Hildesley
- 1660–1679: Henry Tulse
- 1661–1679: Humphrey Weld
- 1679–1689: Thomas Clarges
- 1679–1685: George Fulford
- 1685–1689: Anthony Ettrick
- 1689–1695: Francis Gwyn
- 1689–1717: William Ettrick
- 1695–1701: Edward Hyde, wicehrabia Cornbury
- 1701–1710: Francis Gwyn
- 1710–1726: Peter Mews of Hinton Admiral
- 1717–1724: Francis Gwyn
- 1724–1727: Edward Prideaux Gwyn
- 1726–1727: Jacob Banks
- 1727–1740: Joseph Hinxman
- 1727–1732: Charles Wither
- 1732–1734: Philip Lloyd
- 1734–1748: Edward Hooper
- 1740–1751: Charles Armand Powlett
- 1748–1761: Thomas Robinson
- 1751–1754: Harry Powlett
- 1754–1761: John Mordaunt
- 1761–1770: Thomas Robinson
- 1761–1781: James Harris, wigowie
- 1770–1774: James Harris, wigowie
- 1774–1780: Thomas Villiers, lord Hyde, torysi
- 1780–1788: James Harris, wigowie
- 1781–1790: John Frederick
- 1788–1796: Hans Sloane, torysi
- 1790–1818: George Rose
- 1796–1800: William Stewart Rose
- 1800–1802: William Chamberlayne
- 1802–1812: William Sturges Bourne, torysi
- 1812–1818: William Edward Tomline, torysi
- 1818–1832: George Henry Rose, torysi
- 1818–1826: William Sturges Bourne, torysi
- 1826–1832: George Pitt Rose

### Deputowani w latach 1832–1918
- 1832–1837: George Tapps-Gervis, Partia Konserwatywna
- 1837–1844: George Henry Rose, Partia Konserwatywna
- 1844–1852: Edward Alfred John Harris, Partia Konserwatywna
- 1852–1868: John Edward Walcott, Partia Konserwatywna
- 1868–1874: Edmund Haviland Burke, Partia Liberalna
- 1874–1880: Henry Drummond Wolff, Partia Konserwatywna
- 1880–1885: Horace Davey, Partia Liberalna
- 1885–1892: Charles Edward Baring Young, Partia Konserwatywna
- 1892–1900: Abel Henry Smith, Partia Konserwatywna
- 1900–1906: Kenneth Robert Balfour, Partia Konserwatywna
- 1906–1910: Arthur Acland Allen, Partia Liberalna
- 1910–1918: Henry Page Croft, Partia Konserwatywna

### Deputowani po 1983
- 1983–1993: Robert Adley, Partia Konserwatywna
- 1993–1997: Diana Maddock, Liberalni Demokraci
- 1997–: Christopher Chope, Partia Konserwatywna